# Cleptomyces
Cleptomyces is een monotypisch geslacht van roesten uit de familie Pucciniaceae. Het bevat alleen Cleptomyces lagerheimianus.